# Spodnje Bitnje
Spodnje Bitnje je naselje u slovenskoj Općini Kranju. Spodnje Bitnje se nalazi u pokrajini Gorenjskoj i statističkoj regiji Gorenjskoj. 

## Stanovništvo
Prema popisu stanovništva iz 2002. godine naselje je imalo 237 stanovnika.